# Olympische Sommerspiele 1992/Teilnehmer (Syrien)
| Gelbes Symbol für Goldmedaillen mit stilisierten Olympischen Ringen | Graues Symbol für Silbermedaillen mit stilisierten Olympischen Ringen | Braundes Symbol für Bronzemedaillen mit stilisierten Olympischen Ringen |
| ------------------------------------------------------------------- | --------------------------------------------------------------------- | ----------------------------------------------------------------------- |
| —                                                                   | —                                                                     | —                                                                       |

Syrien nahm an den Olympischen Sommerspielen 1992 in Barcelona mit einer Delegation von acht Athleten (sieben Männer und eine Frau) an neun Wettkämpfen in vier Sportarten teil. Es konnten dabei keine Medaillen gewonnen werden.

## Teilnehmer nach Sportarten

### Leichtathletik
| Männer - Moussa El-Hariri Marathon: 84. Platz - Kheir El-Din Obeid 110 Meter Hürden: Vorläufe | Frauen - Ghada Shouaa Siebenkampf: 25. Platz |

### Ringen
Männer
- Ahmad Al-Aosta
Leichtgewicht, Freistil: 2. Runde

- Khaled El-Farej
Fliegengewicht, griechisch-römisch: 3. Runde

- Mohamed Hassoun
Halbfliegengewicht, griechisch-römisch: 3. Runde

### Schießen
- Farid Kharboutly
Skeet: 33. Platz

### Schwimmen
Männer
- Hicham El-Masry
400 Meter Freistil: 34. Platz
1500 Meter Freistil: 22. Platz